# Viola Valentino
Viola Valentino, pseudonimo di Virginia Maria Minnetti (Canzo, 1º luglio 1949), è una cantante, attrice ed ex modella italiana.
Dopo alcune esperienze nel campo della musica e della moda, raggiunge la notorietà nel 1979 con il singolo Comprami, disco che in pochi mesi vende mezzo milione di copie. Il successo prosegue con i singoli Sei una bomba, Sera coi fiocchi (1980) e Giorno popolare (1981), e raggiunge il culmine con il lancio del brano Sola, tratto dal film Delitto sull'autostrada, a cui partecipa in qualità di attrice al fianco di Tomas Milian. Nel 1982 partecipa anche al Festival di Sanremo con Romantici, altro brano di buon riscontro commerciale; l'esperienza sanremese si ripete anche nel 1983, con il brano Arriva arriva.
Dalla seconda metà degli anni ottanta, in seguito ad alcuni insuccessi, la cantante dirada la propria attività discografica, pur continuando a produrre nuovi singoli e album, dove abbandona il caratteristico timbro sussurrato delle prime incisioni in favore del suo naturale timbro da contralto. Per lei hanno scritto - tra gli altri - Cristiano Minellono, Guido Morra, Vincenzo Spampinato, Maurizio Fabrizio, Amerigo Paolo Cassella, Gianni Bella, Alberto Camerini, Grazia Di Michele, Dario Gay, Bruno Lauzi, Mario Lavezzi, Mogol, Marco Ferradini, Cheope (paroliere), Oscar Prudente, Scialpi, Cristiano Malgioglio, Paolo Limiti, Giovanna e lo stesso Riccardo Fogli, col quale è stata sposata dagli anni settanta sino alla separazione avvenuta nei primi anni novanta.
È considerata una delle icone gay più rilevanti del panorama musicale italiano, sostenitrice dei diritti della comunità.

## Biografia

### Gli esordi
Nel 1968 esce Dixie, il suo primo 45 giri inciso con il nome di Virginia e la produzione di Gino Paoli; dopo la formazione del duo Renzo & Virginia, insieme all'allora marito Riccardo Fogli (con cui ha pubblicato nel giugno del 1970 il singolo Zan zan/I 10 comandamenti dell'amore), si dedica all'attività di fotomodella. Nei primi anni settanta appare sui rotocalchi a causa della nota e discussa storia extra-coniugale di Riccardo Fogli con Patty Pravo, relazione durata circa due anni, a cui segue comunque una riconciliazione della coppia.
Alcuni anni dopo viene notata dal produttore Giancarlo Lucariello, all'epoca agente - fra l'altro - dei Pooh, grazie al quale nel 1978 partecipa alla realizzazione dell'unico album dei Fantasy, gruppo formato da Tony Cicco dopo lo scioglimento della Formula 3 e una breve parentesi di quest'ultimo come solista. Oltre a Tony Cicco (batteria, tastiere), del gruppo fanno parte anche Danilo Vaona (voce e pianoforte) e Luigi Lopez (chitarra, nonché autore insieme a Carla Vistarini, sorella di Mita Medici). L'album in questione, prodotto da Lucariello, s'intitola Uno e contiene il brano Cantando.

### Il successo nazionale (1979 - 1987)

Primo piano di Viola Valentino nel film Delitto sull'autostrada del 1982, in cui la cantante raggiunge la massima popolarità presentando il brano Sola

La vera popolarità arriva però nel 1979, quando incide su etichetta Paradiso la canzone Comprami, utilizzando per la prima volta il nome d'arte di Viola Valentino. Il produttore Lucariello ritaglia per lei un'immagine sexy ma al contempo dolce e raffinata, rivelatasi vincente, così come l'impostazione vocale, sussurrata, che diviene il carattere più riconoscibile del suo stile. Comprami, scritta da Cristiano Minellono e Renato Brioschi, arrangiata da Danilo Vaona, ottiene uno straordinario successo, arrivando al terzo posto della hit-parade con oltre mezzo milione di copie vendute in Italia e in Spagna, ed è destinata a rimanere la sua canzone più conosciuta. Il testo, all'epoca assai contestato soprattutto dal mondo femminista in quanto inteso come un inno alla prostituzione, parla di una donna che si vende, secondo talune interpretazioni contrapposte, per un approccio maschile più romantico, fatto per l'appunto di gesti, parole, poesie.
Nei primi mesi del 1980 esce il suo secondo singolo, Sei una bomba - scritta da Guido Morra, Riccardo Fogli e Renato Brioschi - che Viola presenta anche al Festivalbar e al Cantagiro: il pezzo ottiene un buon successo discografico, pur non riuscendo a bissare il grande exploit di Comprami. Sarà comunque piazzato in vari paesi esteri, come la Russia. Nell'autunno dello stesso anno viene pubblicato il suo primo album, Cinema, supportato da un nuovo singolo, Anche noi facciamo pace, scritto da Guido Morra, Riccardo Fogli e Maurizio Fabrizio e presentato alla Mostra Internazionale di Musica Leggera di Venezia. Un buon successo ottiene anche Sera coi fiocchi, scritta da Amerigo Paolo Cassella, Riccardo Fogli e Maurizio Fabrizio, in quanto sigla finale del programma televisivo Domenica in della stagione 1980/1981. Nell'estate del 1981 esce Giorno popolare, brano con cui Viola arriva in finale al concorso Vota la voce. Nello stesso periodo, appare anche in ben due copertine dell'edizione italiana del noto mensile Playboy. Nel 1982 partecipa per la prima volta al Festival di Sanremo col brano Romantici, scritta da Guido Morra e Maurizio Fabrizio: il singolo ottiene un buon successo.
Subito dopo esce anche il suo secondo album-raccolta In primo piano, che comprende brani inediti, unitamente ad altre canzoni già pubblicate su singolo. Nello stesso anno, al culmine della sua popolarità, affianca Tomas Milian nel film Delitto sull'autostrada diretto da Bruno Corbucci, lanciando anche Sola, canzone scritta da Vincenzo Spampinato e Maurizio Fabrizio e inserita nella rispettiva colonna sonora: il brano entra in classifica, diventando un altro dei suoi successi. Trent'anni dopo, il testo della canzone verrà parzialmente riscritto per lo spot del programma televisivo Vendo casa disperatamente. Nel 1983 torna al Festival di Sanremo con Arriva arriva, scritta da Vincenzo Spampinato e Maurizio Fabrizio, e che si classifica terzultima, sebbene la classifica popolare espressa attraverso le schedine Totip veda la Valentino al 6º posto. Nello stesso anno partecipa a un altro film, Due strani papà (1983), con Pippo Franco e Franco Califano, e conduce a fianco di Sergio Endrigo tre episodi del varietà Il cappello sulle ventitré, in cui canta diversi dei suoi successi - Sera coi fiocchi, Sola, Amiche e Arriva arriva. L'anno dopo si classifica seconda a Un disco per l'estate 1984 col brano Verso Sud, scritta sempre da Spampinato e Fabrizio, piazzamento ottenuto anche l'anno successivo con Addio amor, scritta da Guido Morra, Laurex e Salvatore Fabrizio e inserita nell'EP L'angelo (1985).
Nel 1986 la cantante è costretta a rinunciare a una nuova partecipazione al Festival di Sanremo con Amore stella, scritta da Guido Morra e Maurizio Fabrizio appositamente per lei, ma che in extremis viene invece affidata a Donatella Rettore su imposizione della sua etichetta discografica di allora. Viola Valentino riceve in cambio la possibilità di partecipare al Festivalbar con Il posto della luna, di Guido Morra e Laurex, canzone che ottiene un discreto successo. Nello stesso anno, partecipa assieme a Fabrizia Carminati e Pamela Prati, al film per la televisione Le volpi della notte, ispirato alla serie Charlie's Angels. Questa stagione di anni intensi per la cantante vede infine un ultimo singolo, Devi ritornare (1987).

### Gli anni novanta
Segue un silenzio discografico di alcuni anni, interrotto nel 1991 dall'uscita di Un angelo dal cielo, raccolta di tutti i successi di Viola Valentino, più due inediti: Un angelo dal cielo e Quasi mezzanotte, pubblicati anche come singolo.
Nel 1992 suscita un certo clamore la sofferta separazione dal marito Riccardo Fogli, con il quale si era sposata vent'anni prima. In seguito a questa vicenda, Viola registra il singolo Me marito se n'è ito, ironica rivisitazione della ben nota canzone El meneaito. Nel 1994, incide dopo molti anni il nuovo album Esisto, pubblicato da Dischi Ricordi, con testi e musiche, tra gli altri, di Mogol, Gianni Bella, Mario Lavezzi e Grazia Di Michele. Del 1995 è il singolo Probabilmente niente, firmato da Oscar Prudente, mentre nel 1996 è la volta di Estasi/Dall'Atlantico a Napoli. Nel 1997 pubblica una versione in italiano di Libertango di Astor Piazzolla, intitolata Anime d'autunno, e nel 1998 esce l'album Il viaggio, con tutti i suoi principali successi in nuove versioni riarrangiate e ricantate: il lancio dell'album è stato promosso attraverso il singolo Come quando fuori piove, di cui viene realizzato anche il videoclip.

### Gli anni duemila
Nel 2000 collabora con il gruppo rap Zerodecibel per la realizzazione di una cover in chiave ironica della celebre Comprami, intitolata Comprami 2000: il pezzo è stato accompagnato da un videoclip in cui, oltre a Viola e al cantante degli Zerodecibel, appare Platinette come guest-star. la realizzazione del video è di FILMAKER casa di produzioni TV di Asola prov. di Mantova. Due anni dopo collabora con Alberto Camerini alla realizzazione del singolo La surprise de l'amour, brano inciso in varie versioni.
Nel 2004 esce la doppia raccolta Made in Virginia 1 e Made in Virginia 2, pubblicata dalla Azzurra Music, con cui la cantante festeggia i venticinque anni di carriera, raccogliendo il meglio della sua produzione, unitamente a tre inediti (Dea, F.a.T.a e La schiava). Nel 2006 partecipa con scarsa fortuna alla terza edizione del reality Music Farm, pubblicando anche il singolo Barbiturici nel tè, l'ultima esperienza come autore di Bruno Lauzi, deceduto pochi mesi dopo. L'anno dopo esordisce a teatro con la commedia musicale La surprise de l'amour, accanto a Leda Battisti, Manuel Casella e Stefano Sani.

### Gli anni duemiladieci
Il 18 settembre 2009 è stato pubblicato dall'etichetta discografica CMP, distribuita dalla Edel, l'EP di inediti intitolato I tacchi di Giada, dove una particolare attenzione ottiene il tema della violenza sulle donne. Un anno dopo, il 16 novembre 2010, il progetto viene esteso con la pubblicazione da parte dell'etichetta discografica Shortmoon (anche questa distribuita dalla Edel), del nuovo album di inediti dell'artista, Alleati non ovvi, contenente i brani già pubblicati nel precedente EP, di cui è un'evoluzione, più altri sei pezzi, tra cui un duetto con Eleonora Magnifico.
Alleati non ovvi esce anche come doppio CD, contenente oltre all'album, il libro digitale scritto da Luigi Matta, produttore del disco insieme a Luca Venturi, che racconta la drammatica storia di violenza capitata a Giada, protagonista del brano scritto da Francesco Altobelli che ha dato il titolo al precedente EP. Il 17 maggio 2011, in occasione della giornata internazionale contro l'omofobia, viene inoltre pubblicato il singolo Domani è un altro giorno, inciso in quattro lingue: italiano, francese, inglese e spagnolo. Il brano, un inno contro le violenze a sfondo omofobico, è solo una delle tante testimonianze dell'impegno civile di Viola Valentino, da sempre schierata a favore dei diritti degli omosessuali. È stato promosso dall'Arcigay inno ufficiale del Gay Pride.
Il 9 ottobre 2012 esce un suo nuovo EP dal titolo Panna fragole e cipolle, anticipato l'8 giugno dall'uscita del singolo Stronza, scritto da Giovanni Germanelli e Francesco Mignogna, autori e produttori dell'intero lavoro, che segna un'ulteriore crescita nelle produzioni della cantante. Dal disco vengono estratti anche altri due singoli co-prodotti da Marton Alex: L'unica donna e C'est la vie (feat. Il Migno), quest'ultimo scritto insieme a Scialpi. Il 10 giugno 2013 esce il brano D'estate, sempre di Germanelli - Mignogna, che anticipa l'uscita a fine anno dell'album Rose e Chanel: il disco, che prende il titolo dall'omonimo brano inedito, è un'antologia che raccoglie il meglio della produzione di Viola Valentino, unitamente ad alcune pregevoli tracce inedite, registrate per l'occasione in acustico. Il 25 settembre 2013 partecipa al concerto per festeggiare i cinquant'anni di carriera di Gian Pieretti, che si tiene all'Auditorium di Mortara (dove il cantautore risiede) un concerto a cui partecipano molti musicisti tra cui Ricky Gianco, Ivan Cattaneo, Marco Bonino, Mario Tessuto, Paky Canzi, Donatello, i Camaleonti ed Elisabetta Viviani, oltre allo stesso Pieretti.
Successivamente escono a breve distanza due nuovi lavori: nel 2014 l'album in formato digitale Tutte le sfumature di Viola e nel 2015 l'album Semplicemente... "io", prodotto e distribuito attraverso il fan club in formato CD e successivamente uscito su iTunes in formato digitale. Sempre in questo periodo escono due singoli Dimmi dammi dimmi (2014), scritto da Cristiano Malgioglio, e Abracadabra (2015), scritto da Paolo Limiti e Giovanna Nocetti per l'artista. In seguito Viola Valentino duetta con Iravox nel brano Senza limite, del quale viene realizzato anche un videoclip e una versione remix. Nel 2016 partecipa al programma diretto da Carlo Conti I migliori anni, dove ripropone il singolo che l'ha portata al successo Comprami. Il 13 giugno 2016 esce il nuovo singolo La bambola, cover in chiave dance del celebre brano di Patty Pravo, accompagnato da un videoclip.
Il 20 gennaio 2017 esce il doppio album dal vivo Eterogenea Live 2016, su etichetta Latlantide, che, oltre ai suoi maggiori successi, contiene due brani inediti: Ti amo troppo e Il suono dell'abbandono. A marzo dello stesso anno partecipa al singolo Immaginandoti del cantante rapper Inay e al relativo videoclip. Il 15 luglio 2017 esce, in collaborazione con Federico Assolari, una nuova versione di Comprami su etichetta Latlantide. Il brano esce in versione Radio edit, Extended radio e Club mix su tutte le piattaforme digitali, accompagnato da un videoclip.
Nel settembre 2017 pubblica con il gruppo musicale The Moors (Mirko Oliva & Luis Navarro) il singolo Aspettami questa notte. Una canzone dal ritmo reggaeton che colpisce stampa e addetti ai lavori riscuotendo un inaspettato successo. Il brano entra subito nella Indie Music Like restando nella Top 30 per oltre tre mesi. L’insolita squadra finisce su stampa e televisione nel giro di poco tempo.
Nel febbraio 2019 esce, solo in formato digitale, la raccolta Le perle di Viola, contenente i suoi successi nelle nuove versioni uscite nell'album Made in Virginia 1 e Made in Virginia 2. Il 6 settembre 2019 esce, su tutte le piattaforme digitali, il nuovo singolo Passo dopo passo cantato in duetto con l'artista Calibro 40, mentre a dicembre dello stesso anno duetta con Francesco Serra nel singolo Questo pensiero d'amore.

### Gli anni duemilaventi
Il 20 marzo 2020 esce il nuovo album E sarà per sempre, distribuito in download digitale dall'etichetta On The Set, che contiene gli inediti E sarà per sempre, Non ti ho perso, Da qui all'eternità, il singolo Questo pensiero d'amore (feat. Francesco Serra) e una selezione di successi dell'artista.
Il 3 giugno 2022 esce il nuovo singolo È successo di tutto per l'etichetta indipendente Sorridi Music, curato e prodotto da Jo Conti.
L'11 novembre 2022 esce il brano Inverno, cantato in duetto con la cantautrice milanese Iravox, composto da Donatello Ciullo e Danilo Bajocchi e prodotto all'Ultrasuoni Studio di Milano e il 13 gennaio 2023 esce Inverno Remix. Entrambe le versioni, edite da Latlantide Promotions, sono contenute nel CD Singolo omonimo a 6 tracce, stampato Limited Edition.
Nell'ottobre 2023 esce il nuovo album dell'artista, Gratis (trainato dal singolo con lo stesso titolo), prodotto da D.V. More Record.
Il 17 aprile 2024 esce il nuovo singolo Sei una bomba (Festa) in duetto con Roberto Serafini, rifacimento del brano Sei una bomba del 1980. Il brano è stato riarrangiato da TempoXso e accompagnato da un videoclip diretto da Simona Brancè.
Il 7 febbraio 2025 esce il nuovo singolo Chanson pour danser su etichetta On the set, brano scartato alle selezioni per il Festival di Sanremo 2025.

## Vita privata
Si sposa nel 1971 con l'allora bassista dei Pooh, Riccardo Fogli. Dopo un anno di matrimonio l'unione entra in crisi a causa della relazione instaurata dal marito con Patty Pravo, legame che concorrerà all'abbandono del cantante della band. I due tuttavia si riappacificheranno fino al 1993, anno del divorzio della coppia. Un secondo matrimonio di Viola si concluderà anch'esso col divorzio. Nel 2022 si sposa con Francesco Mango.
Viola Valentino, considerata un'icona gay sin dagli anni dell'esordio, si è più volte esposta pubblicamente per i diritti delle persone LGBT e delle donne, tra i quali il riconoscimento per le coppie di fatto e il contrasto all'omofobia e alla violenza di genere..
Nel 2019 ha rivelato di essere stata affetta da carcinoma e di essersi sottoposta a chirurgia e chemioterapia.

## Discografia

### Con i Fantasy
Album
- 1978 - Uno

Singoli
- 1978 - Cantando/Mama Don't Cry

### Da solista
Album in studio
- 1980 - Cinema
- 1982 - In primo piano
- 1991 - Un angelo dal cielo
- 1993 - Esisto
- 1998 - Il viaggio
- 2004 - Made in Virginia 1
- 2004 - Made in Virginia 2
- 2010 - Alleati non ovvi
- 2013 - Rose e Chanel
- 2014 - Tutte le sfumature di Viola
- 2015 - Semplicemente... "io"
- 2020 - E sarà per sempre
- 2023 - Gratis

Album dal vivo
- 2017 - Eterogenea Live 2016

Raccolte
- 1983 - Viola Valentino
- 1987 - Singoli 1984/1987 (ristampato come Addio amor)
- 2000 - Italian Collection 2000
- 2005 - I più grandi successi
- 2005 - Le più belle canzoni di Viola Valentino
- 2006 - Le mie più belle canzoni
- 2019 - Le perle di Viola

EP
- 1985 - L'angelo
- 2004 - Virtuale (con Mauro Matta)
- 2009 - I tacchi di Giada
- 2012 - Panna fragole e cipolle
- 2014 - Demain est un jour nouveau
- 2015 - Senza limite (con Iravox)
- 2022 - Inverno (con Iravox)

Singoli
- 1968 - Dixie/Pensandoci su (come Virginia)
- 1979 - Comprami/California
- 1980 - Sei una bomba/Sono così
- 1980 - Anche noi facciamo pace/Si mi va
- 1981 - Sera coi fiocchi/Come un cavallo pazzo
- 1981 - Giorno popolare/Prendiamo i pattini
- 1982 - Romantici/Rido
- 1982 - Sola/Amiche
- 1983 - Arriva arriva/Balere
- 1984 - Verso sud/Traditi
- 1986 - Il posto della luna/La verità
- 1987 - Devi ritornare/Dentro una notte di festa
- 1991 - Un angelo dal cielo/Quasi mezzanotte
- 1995 - Probabilmente niente
- 1996 - Estasi/Dall'atlantico a Napoli
- 1998 - Anime d'autunno (Libertango)
- 1998 - Come quando fuori piove
- 1999 - Aspettando Elia
- 2000 - Comprami 2000 (con Zerodecibel)
- 2002 - La surprise de l'amour
- 2004 - Dea
- 2004 - Acqua, Fuoco, Aria, Terra/La Schiava
- 2006 - Barbiturici nel thè
- 2009 - I tacchi di Giada
- 2009 - Dimenticare mai
- 2010 - Le prove di un addio
- 2010 - Natale buon Natale (con Dario Gay e The Jewels)
- 2011 - Domani è un altro giorno
- 2012 - Stronza
- 2012 - L'unica donna
- 2012 - Perduto amore
- 2013 - C'est la vie
- 2013 - D'estate
- 2013 - Rose e Chanel
- 2013 - Romantici (con Paola 4)
- 2014 - Dimenticare mai (con Virgo)
- 2014 - Dimmi dammi dimmi
- 2015 - Abracadabra
- 2015 - Senza Limite (con Iravox)
- 2016 - La bambola
- 2016 - Smeraldo (con Aris)
- 2016 - La bambola
- 2017 - Ti amo troppo
- 2017 - Il suono dell'abbandono
- 2017 - Immaginandoti (con Inay)
- 2017 - Comprami (con Federico Assolari)
- 2017 - Aspettami questa notte (con The Moors)
- 2018 - Comprami 2018 (con The Moors)
- 2019 - Passo dopo passo (con i Calibro 40)
- 2019 - Questo pensiero d'amore (con Francesco Serra)
- 2022 - È successo di tutto
- 2022 - Inverno (con Iravox)
- 2023 - Inverno Remix (con Iravox)
- 2024 - Sei una bomba (Festa) (con Roberto Serafini)
- 2025 - Chanson pour danser

## Filmografia
- Delitto sull'autostrada, regia di Bruno Corbucci (1982)
- Due strani papà, regia di Mariano Laurenti (1983)
- Le volpi della notte, regia di Bruno Corbucci (1986)

## Televisione
- Ridiamoci sopra (Canale 5, 1982)
- Music Farm (Rai 2, 2006)